# 354P/LINEAR
Der Komet 354P/LINEAR ist ein kleiner Körper im Sonnensystem, der zugleich die typischen Charakteristiken von Kometen und Asteroiden zeigt. Ihm wurde deshalb zu Beginn die Bezeichnung eines Kometen gegeben.
Das Objekt verläuft im Hauptgürtel der Asteroiden und hat zugleich einen Kometenschweif. Die Position des Kerns ist bemerkenswert, da er sich außerhalb der Koma befindet. So etwas wurde bisher noch nie bei Kometen beobachtet.

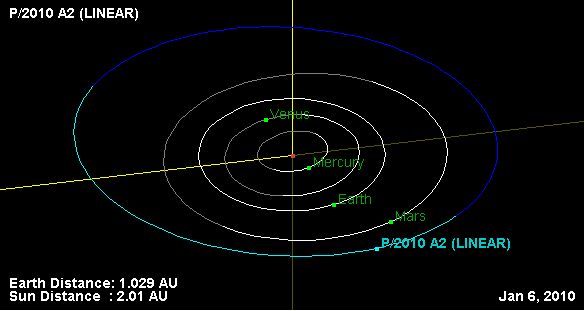
Umlaufbahn von P/2010 A2 zum Zeitpunkt der Entdeckung

354P/LINEAR wurde am 6. Januar 2010 vom Lincoln Near Earth Asteroid Research (LINEAR) mit einem 1-Meter-Spiegelteleskop auf einer CCD Aufnahme entdeckt. Er wurde an 112 Tagen seines 3,5 Jahre dauernden Umlaufes um die Sonne beobachtet. Das Perihel hatte er Anfang Dezember 2009 erreicht.
Mit einem Aphel von 2,6 AE bleibt P/2010 A2 für die gesamte Umlaufzeit innerhalb der Eislinie des Sonnensystems von 2,7 AE. Jenseits der Eislinie sind volatile Eisteilchen häufiger anzutreffen. Obwohl kein Wasser oder andere Gase entdeckt worden sind, konnte nicht ausgeschlossen werden, dass der Schweif des Kometen doch durch Gase verursacht worden ist. Modellrechnungen weisen darauf hin, dass der Asteroid seine Aktivität Ende März 2009 begann, im Juni 2009 sein Maximum erreichte und im Dezember 2009 die Aktivität wieder einstellte.
Eine Analyse von Bildern des Hubble-Teleskopes zeigt einen Staub- und Kiesschweif, der durch einen Zusammenstoß mit einem anderen Asteroiden entstanden ist. Am Max-Planck-Institut für Sonnensystemforschung wurde die Perspektive der Rosetta-Sonde genutzt, um die Kollision der Asteroiden zu datieren. Nach aufwändigen Simulationen sind die Forscher der Ansicht, dass die Kollision, bis auf 10 Tage genau, am 10. Februar 2009 stattfand.
354P/LINEAR hat wahrscheinlich einen Durchmesser von 150 Metern. Schon bei der Entdeckung wurde von einem Durchmesser von weniger als 500 Metern ausgegangen.
Die Umlaufbahn von 354P/LINEAR passt zur Asteroidengruppe der Flora-Familie, die vor 100 Millionen Jahren entstand.
Zentaur (60558) Echeclus ist ein ähnliches Objekt.